# Europese kampioenschappen schoonspringen 2020
Het schoonspringen tijdens de Europese kampioenschappen zwemsporten 2020 vond plaats van 10 tot en met 16 mei 2021 in de Donau-arena in Boedapest, Hongarije.
Oorspronkelijk stond het toernooi gepland van 11 tot en met 17 mei 2020. Vanwege de coronapandemie werd het toernooi uiteindelijk met een jaar uitgesteld.

## Programma
| 1 m plank (m)            |      | Goud |      |      |      |      |      |  |  |  |  |  |  |  |  |  |  |  |  |  |  |  |  |
| 3 m plank (m)            |      |      |      | Goud |      |      |      |  |  |  |  |  |  |  |  |  |  |  |  |  |  |  |  |
| 10 m toren (m)           |      |      |      |      |      |      | Goud |  |  |  |  |  |  |  |  |  |  |  |  |  |  |  |  |
| 3 m plank synchroon (m)  |      |      |      |      | Goud |      |      |  |  |  |  |  |  |  |  |  |  |  |  |  |  |  |  |
| 10 m toren synchroon (m) |      |      |      | Goud |      |      |      |  |  |  |  |  |  |  |  |  |  |  |  |  |  |  |  |
|                          |      |      |      |      |      |      |      |  |  |  |  |  |  |  |  |  |  |  |  |  |  |  |  |
| 1 m plank (v)            |      |      |      |      | Goud |      |      |  |  |  |  |  |  |  |  |  |  |  |  |  |  |  |  |
| 3 m plank (v)            |      |      |      |      |      | Goud |      |  |  |  |  |  |  |  |  |  |  |  |  |  |  |  |  |
| 10 m toren (v)           |      |      | Goud |      |      |      |      |  |  |  |  |  |  |  |  |  |  |  |  |  |  |  |  |
| 3 m plank synchroon (v)  |      |      |      |      |      |      | Goud |  |  |  |  |  |  |  |  |  |  |  |  |  |  |  |  |
| 10 m toren synchroon (v) |      | Goud |      |      |      |      |      |  |  |  |  |  |  |  |  |  |  |  |  |  |  |  |  |
|                          |      |      |      |      |      |      |      |  |  |  |  |  |  |  |  |  |  |  |  |  |  |  |  |
| 3 m plank synchroon (g)  |      |      | Goud |      |      |      |      |  |  |  |  |  |  |  |  |  |  |  |  |  |  |  |  |
| 10 m toren synchroon (g) |      |      |      |      |      | Goud |      |  |  |  |  |  |  |  |  |  |  |  |  |  |  |  |  |
| Landenwedstrijd          | Goud |      |      |      |      |      |      |  |  |  |  |  |  |  |  |  |  |  |  |  |  |  |  |
| Totaal                   | 1    | 2    | 2    | 2    | 2    | 2    | 2    |  |  |  |  |  |  |  |  |  |  |  |  |  |  |  |  |

## Medailles

### Mannen
| Onderdeel   | Goud                                      | Goud        | Zilver                                      | Zilver      | Brons                                       | Brons       |
| Individueel | Individueel                               | Individueel | Individueel                                 | Individueel | Individueel                                 | Individueel |
| ----------- | ----------------------------------------- | ----------- | ------------------------------------------- | ----------- | ------------------------------------------- | ----------- |
| 1 m plank   | Patrick Hausding Duitsland                | 427,75      | Jack Laugher Verenigd Koninkrijk            | 402,90      | Giovanni Tocci Italië                       | 402,50      |
| 3 m plank   | Jevgeni Koeznetsov Rusland                | 525,20      | Nikita Sjleicher Rusland                    | 505,80      | Martin Wolfram Duitsland                    | 484,65      |
| 10 m toren  | Aleksandr Bondar Rusland                  | 564,35      | Tom Daley Verenigd Koninkrijk               | 533,30      | Viktor Minibajev Rusland                    | 530,05      |
| Synchroon   |                                           |             |                                             |             |                                             |             |
| 3 m plank   | Patrick Hausding Lars Rüdiger Duitsland   | 426,78      | Jevgeni Koeznetsov Nikita Sjleicher Rusland | 415,47      | Oleksandr Gorsjkovozov Oleg Kolodi Oekraïne | 409,92      |
| 10 m toren  | Tom Daley Matthew Lee Verenigd Koninkrijk | 477,57      | Aleksandr Bondar Viktor Minibajev Rusland   | 471,96      | Timo Barthel Patrick Hausding Duitsland     | 424,32      |

### Vrouwen
| Onderdeel   | Goud                                            | Goud        | Zilver                                      | Zilver      | Brons                                         | Brons       |
| Individueel | Individueel                                     | Individueel | Individueel                                 | Individueel | Individueel                                   | Individueel |
| ----------- | ----------------------------------------------- | ----------- | ------------------------------------------- | ----------- | --------------------------------------------- | ----------- |
| 1 m plank   | Elena Bertocchi Italië                          | 259,90      | Michelle Heimberg Zwitserland               | 255,55      | Chiara Pellacani Italië                       | 254,15      |
| 3 m plank   | Tina Punzel Duitsland                           | 330,85      | Chiara Pellacani Italië                     | 321,15      | Emma Gullstrand Zweden                        | 319,60      |
| 10 m toren  | Anna Konanychina Rusland                        | 365,25      | Joelia Timosjinina Rusland                  | 329,20      | Andrea Spendolini-Sirieix Verenigd Koninkrijk | 326,60      |
| Synchroon   |                                                 |             |                                             |             |                                               |             |
| 3 m plank   | Lena Hentschel Tina Punzel Duitsland            | 307,29      | Elena Bertocchi Chiara Pellacani Italië     | 307,20      | Oeljana Kljoejeva Vitalja Koroleva Rusland    | 291,00      |
| 10 m toren  | Jekaterina Beljajeva Joelia Timosjinina Rusland | 307,44      | Cheng Eden Lois Toulson Verenigd Koninkrijk | 290,58      | Ksenia Bajlo Sofia Lyskoen Oekraïne           | 286,74      |

### Gemengd
| Onderdeel            | Goud                                                                              | Goud   | Zilver                                                                                   | Zilver | Brons                                                                  | Brons  |
| -------------------- | --------------------------------------------------------------------------------- | ------ | ---------------------------------------------------------------------------------------- | ------ | ---------------------------------------------------------------------- | ------ |
| 3 m plank synchroon  | Chiara Pellacani Matteo Santoro Italië                                            | 300,69 | Tina Punzel Lou Massenberg Duitsland                                                     | 294,27 | Vitalja Koroleva Ilja Moltsjanov Rusland                               | 289,50 |
| 10 m toren synchroon | Ksenia Bajlo Oleksij Sereda Oekraïne                                              | 325,68 | Noah Williams Andrea Spendolini-Sirieix Verenigd Koninkrijk                              | 307,32 | Jekaterina Beljajeva Viktor Minibajev Rusland                          | 302,58 |
| Landenwedstrijd      | Rusland Kristina Ilinych Jevgeni Koeznetsov Jekaterina Beljajeva Viktor Minibajev | 431,80 | Italië Chiara Pellacani Andreas Sargent Larsen Sarah Jodoin di Maria Riccardo Giovannini | 428,00 | Duitsland Tina Punzel Patrick Hausding Christina Wassen Lou Massenberg | 421,00 |

### Medaillespiegel
| Plaats | Land                | Goud | Zilver | Brons | Totaal |
| 1      | Rusland             | 5    | 4      | 4     | 13     |
| 2      | Duitsland           | 4    | 1      | 3     | 8      |
| 3      | Italië              | 2    | 3      | 2     | 7      |
| 4      | Verenigd Koninkrijk | 1    | 4      | 1     | 6      |
| 5      | Oekraïne            | 1    | 0      | 2     | 3      |
| 6      | Zwitserland         | 0    | 1      | 0     | 1      |
| 7      | Zweden              | 0    | 0      | 1     | 1      |
| Totaal | Totaal              | 13   | 13     | 13    | 39     |